# Badia del Somme
La badia del Somme (en francès, Baie de Somme) és una badia situada al canal de la Mànega, a França, format per l'estuari a la desembocadura del Somme. Es troba a la costa de la regió de Picardia i té una extensió d'uns 70 km² entre la punta del poblet i port pesquer de Le Hourdel al municipi de Cayeux-sur-Mer, a migdia, a la punta de Saint-Quentin-en-Tourmont, al nord. Considerat com una de les «més maques badies del món», el 2011 va obtenir el títol de «Grand Site de France» (Lloc major de França).
La badia del Somme és reconeguda en el pla internacional per la seva riquesa ecològica i és considerada com un lloc d'alt valor ornitològic. Les seves diverses zones ofereixen condicions d'acolliment favorables per a aus sedentàries i migratòries. S'hi van inventoriar 365 espècies d'ocells i 275 espècies de plantes, entre els quals la molt rara orquídia Liparis loeselii.
Aquesta riquesa ha provocat la creació el 1968, dins de la seva part nord (desembocadura de la Maye), d'una reserva nacional de caça transformada en reserva natural el 1994 com a Réserve naturelle nationale de la Baie de Somme dont le Parc du Marquenterre que des del 2021 s'ha integrat en el Parc natural marí dels tres estuaris i del mar d'ópal. El 23 de gener de 1998, una àrea de 19.000 ha va ser declarada «lloc Ramsar», una protecció internacional de zones húmides importants per als aus aquàtics.